# Проглотить жабу
Проглотить жабу (латыш. Norīt krupi) — мультипликационный фильм. Режиссёр Юргис Красонс. Сценарист Иво Бриедис. Фильм снят при поддержке Национального киноцентра и Государственного фонда культурного капитала Латвии. Производство фильма осуществляла компания Rija. Премьера фильма состоялась в мае 2010 года. Картина участвовала на Каннском кинофестивале. Получил награду «Большой Кристап» в 2012 году как Лучший анимационный фильм и награду как лучший анимационный фильм на фестивале короткометражек Zinebi в Испании. Также «Проглотить жабу» был признан лучшей анимационной картиной на 17-м Международном фестивале короткометражных фильмов в Драме (Греция). Жюри кинофорума «Арсенал» признала картину лучшим балтийским анимационным фильмом.

## Сюжет
Интеллигентная семья живёт в окружении хамов, постоянно создающих для отца, матери и сына проблемы. Вместо силового ответа они «проглатывают жабу», что показано в фильме буквально. Сыну отрывают ухо и ногу, жену насилуют, у отца отбирают дом. В конце концов, их изгоняют в канализацию. Питаясь жабами, они сами превращаются в гигантских жаб и съедают всё население городка, а после — и друг друга.